# Mimosa sensibilis
Mimosa sensibilis är en ärtväxtart som beskrevs av August Heinrich Rudolf Grisebach. Mimosa sensibilis ingår i släktet mimosor, och familjen ärtväxter. Inga underarter finns listade i Catalogue of Life.